# Wormaldia vargai
Wormaldia vargai är en nattsländeart som beskrevs av Malicky 1981. Wormaldia vargai ingår i släktet Wormaldia och familjen stengömmenattsländor. Inga underarter finns listade i Catalogue of Life.